# Мусульмане Советского Востока
Мусульма́не Сове́тского Восто́ка («Совет Шарк мусулмонлари», «аль-Муслимуна фи-ль-Иттихад ас-Суфьяти») — официальное многоязычное издание Духовного управления мусульман Средней Азии и Казахстана. Выходил с июля 1968 года по 1991 год. Единственный мусульманский религиозный журнал, издаваемый в СССР в этот период. Содержание номеров определялось советскими властями. Главной целевой аудиторией были иностранцы. В 1991 году журнал переименован в «Мусульмане Мовароуннахара».

## Создание
В 1930-е годы языки мусульманских народов СССР были переведены с арабского письма сначала на латиницу, а затем на кириллицу. Это привело к тому, что советские мусульмане оказались культурно оторванными как от зарубежных мусульман, так и от письменной традиции своих предков. Выпускники советских школ (даже тех, где обучение велось на языках мусульманских народов) не владели арабицей.
Во время Второй мировой войны в СССР была легализована деятельность мусульманского духовенства, которое было объединено в четыре духовных управления мусульман. Крупнейшим из них было Духовное управление мусульман Средней Азии и Казахстана (САДУМ). Все духовные управления мусульман подчинялись сначала Совету по делам религиозных культов и его уполномоченным на местах, а с 1965 года Совету по делам религий и его уполномоченным на местах.
Первая попытка создания в СССР мусульманского религиозного журнала относится к 1944 году. Тогда САДУМ обратилось в Совет народных комиссаров Узбекской ССР с просьбой о разрешении издания собственного ежемесячного журнала. 11 сентября того же года Совет народных комиссаров Узбекской ССР издал постановление № 1088-142-с. Уполномоченный Совета по делам религиозных культов по Узбекской ССР И. Ибадов отправил Председателю СДРК И. В. Полянскому данное Постановление, ходатайство САДУМ об издании ежемесячного журнала, собственное заключение и образцы материалов, планируемых к изданию в журнале.
Санкцию на создание журнала тиражом в 3 тыс. экз. дал В. М. Молотов. Совет по делам религиозных культов настоял на том, что издание будет выходить на арабском шрифте. По мнению историка В. А. Ахмадуллина, настояв на издании журналов арабским шрифтом, советские власти стремились избежать их распространение в среде советской молодёжи, которая арабского алфавита в школе не изучала. Поэтому журнал был ориентирован на тех мусульман, которые знали арабское письмо — иностранцев и советских мусульман преклонного возраста, получивших образование до отмены арабского шрифта. Последних было немного, так как значительная часть пожилых мусульман была неграмотной. Что касается иностранцев, то журналы САДУМ должны были демонстрировать им ложные сведения о наличии в СССР свободы совести.
Все статьи в новом журнале должны были проходить двойное согласование: в ЦК Компартии Узбекской ССР и у Уполномоченного Совета по делам религиозных культов. Реально вышли только три «сдвоенных» номера — № 1/2 (1945 год на узбекском языке), № 3/4 (1946 год, тираж 5 тыс. экз. на узбекском и казахском языках, а также на фарси) и № 5/6 (1948 год, тираж 5 тыс. экз.). Номера журнала появлялись с большим опозданием, часть тиража распространялась за границей. После 1948 года издание журнала прекратилось на 20 лет.
Совет по делам религиозных культов делал попытки возродить журнал. В конце 1951 года в ответ на просьбу САДУМ разрешить издание лунного календаря, И. В. Полянский предложил вместо календаря издать журнал с календарем, но эта идея не была реализована.
Рубеж 1950-х — 1960-х годов — период, когда независимость получают многие мусульманские страны, с которыми СССР начал выстраивать союзнические отношения. В апреле 1956 года Уполномоченный Совета по делам религиозных культов при Совете министров Таджикской ССР К. Хамитов предложил организовать при САДУМ выпуск религиозного иллюстрированного журнала на узбекском и таджикском языках, а рубрику об учащихся медресе «Мир-и-Араб» издавать также на арабском языке. Однако этот проект не был реализован.
Издание мусульманского журнала подталкивал МИД СССР. В мае 1957 года сотрудник МИД СССР Г. Т. Зайцев направил заместителю Председателя Совета по делам религиозных культов В. И. Гостеву письмо, в котором предлагал для противодействия пропаганды Великобритании и США в арабских странах силами одного из духовных управлений мусульман выпускать журнал на арабском языке. В Лондоне в это время выходил журнал «Исламское обозрение». Гостев одобрил эту идею, но указал на трудности, которые существовали в то время: отсутствие полиграфической базы, бумаги и квалифицированных кадров. В 1957 году в Ташкенте был подготовлен первый номер журнала. В 1958 году Совет по делам религиозных культов одобрил издание журнала «на узбекском, арабском и фарсидском языках, имея при этом в виду распространение основного тиража этого журнала за границей». В марте 1960 года МИД СССР вновь сообщил Совету по делам религиозных культов, что необходимо для противодействия пропаганде Запада в восточных странах издавать журнал САДУМ. Однако в это время уже шла Хрущевская антирелигиозная кампания. Через три недели Совет по делам религиозных культов заявил, что издание журнала нецелесообразно, а необходимо ограничиться выпуском отдельных книг, фотоальбомов и фильмов о советских мусульманах.
Приход к власти в СССР в 1964 году Л. И. Брежнева привел к прекращению мощной антирелигиозной кампании. В этих условиях вернулись к идее советского мусульманского журнала. В июле 1968 года вышел первый номер журнала «Мусульмане Советского Востока».

## История
«Мусульмане Советского Востока» выходили с июля 1968 года. В 1989 году в САДУМ произошёл переворот — был вынужден под давлением окружения подать в отставку председатель САДУМ Шамсиддинхан Бабаханов, который одновременно был главным редактором журнала. После этого редакционная политика журнала изменилась — в 1990 году не было версии на французском языке, зато появилась полноценная русскоязычная версия.

## Языки
Журнал был многоязычным. Он выходил на узбекском, арабском (с 1969 года), английском (с 1974 года) и французском (с 1974 года) языках. Война в Афганистане привела к необходимости усиления советской пропаганды в сопредельных странах и журнал стали издавать на фарси (с 1980 года) и на дари (с 1984 по 1988 годы). Версий на языках мусульманских народов СССР (кроме узбекского) не было, как длительное время не было и русской версии — журнал же был предназначен для зарубежного читателя. Русская версия журнала появилась только в 1990 году.